# Amalepura, Alur
Amalepura là một làng thuộc tehsil Alur, huyện Hassan, bang Karnataka, Ấn Độ.